# Guirsu
Guirsu (em sumério: 𒄈𒋢𒆠; romaniz.: Ĝirsu, Gir2-suki) era uma cidade da antiga Suméria, situado a cerca de 25 km (16 mi) a noroeste de Lagas, no local da moderna Tel Teló, Dicar, Iraque.

## História

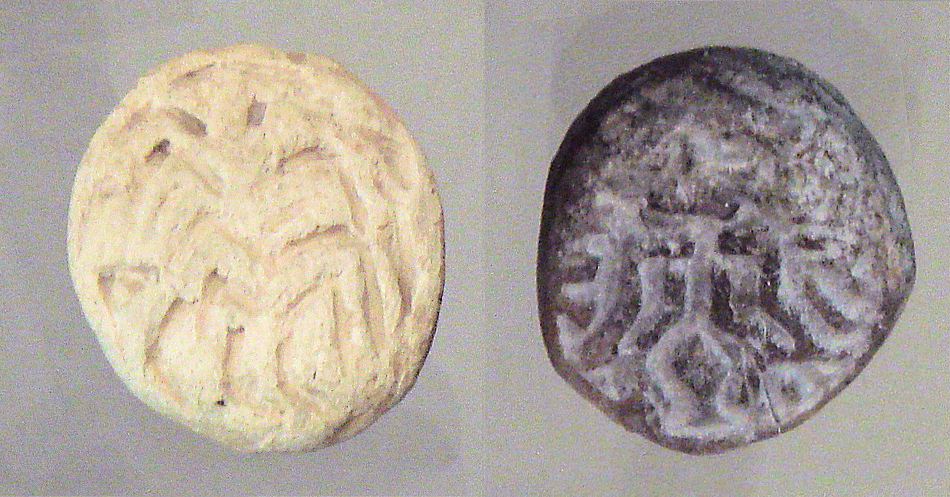
Selo de carimbo de terracota com motivo do Mestre dos Animais, Tel Teló, antiga Guirsu, no fim do período de al-Ubaide, cerca de no Museu do Louvre (AO15388).

Guirsu foi possivelmente habitado no período de al-Ubaide (5300–4800 a.C.), mas níveis significativos de atividade começaram no período dinástico inicial (2900–2335 a.C.). Na época de Gudea, durante a Segunda dinastia de Lagas, Guirsu se tornou a capital do reino de Lagas e continuou a ser seu centro religioso depois que o poder político mudou para a cidade de Lagas. Durante o período da Terceira dinastia de Ur, Guirsu foi um importante centro administrativo do império. Após a queda de Ur, Guirsu perdeu importância, mas permaneceu habitada até aproximadamente 200 a.C..

## Arqueologia
Teló foi o primeiro sítio sumério a ser extensivamente escavado, inicialmente sob o vice-cônsul francês em Basra, Ernest de Sarzec, de 1877 a 1900, seguido por seu sucessor Gaston Cros de 1903-1909. As escavações continuaram sob Abbé Henri de Genouillac em 1929-1931 e sob André Parrot em 1931-1933. Foi em Guirsu que os fragmentos da Estela dos Abutres foram encontrados. O local tem sofrido com padrões de escavação ruins e também com escavações ilegais. Cerca de 50 000 comprimidos cuneiformes foram recuperados do local. As escavações em Teló foram retomadas como parte de um programa de treinamento para arqueólogos iraquianos organizado pelas Escolas Americanas de Pesquisa Oriental. Uma placa de base e vários cones de construção inscritos foram encontrados. Em março de 2020, os arqueólogos anunciaram a descoberta de uma área de culto de 5.000 anos cheia com mais de 300 xícaras de cerâmica cerimoniais quebradas, tigelas, potes de sacrifícios de animais e procissões rituais dedicadas a Ninguirsu. Um dos restos mortais era uma estatueta de bronze em forma de pato com olhos feitos de casca de árvore, que se acredita ser dedicada a Nanse. Um peso do Vale do Indo também foi encontrado.

## Galeria

### Artefatos do período de al-Ubaide(4700–4200a.C.)

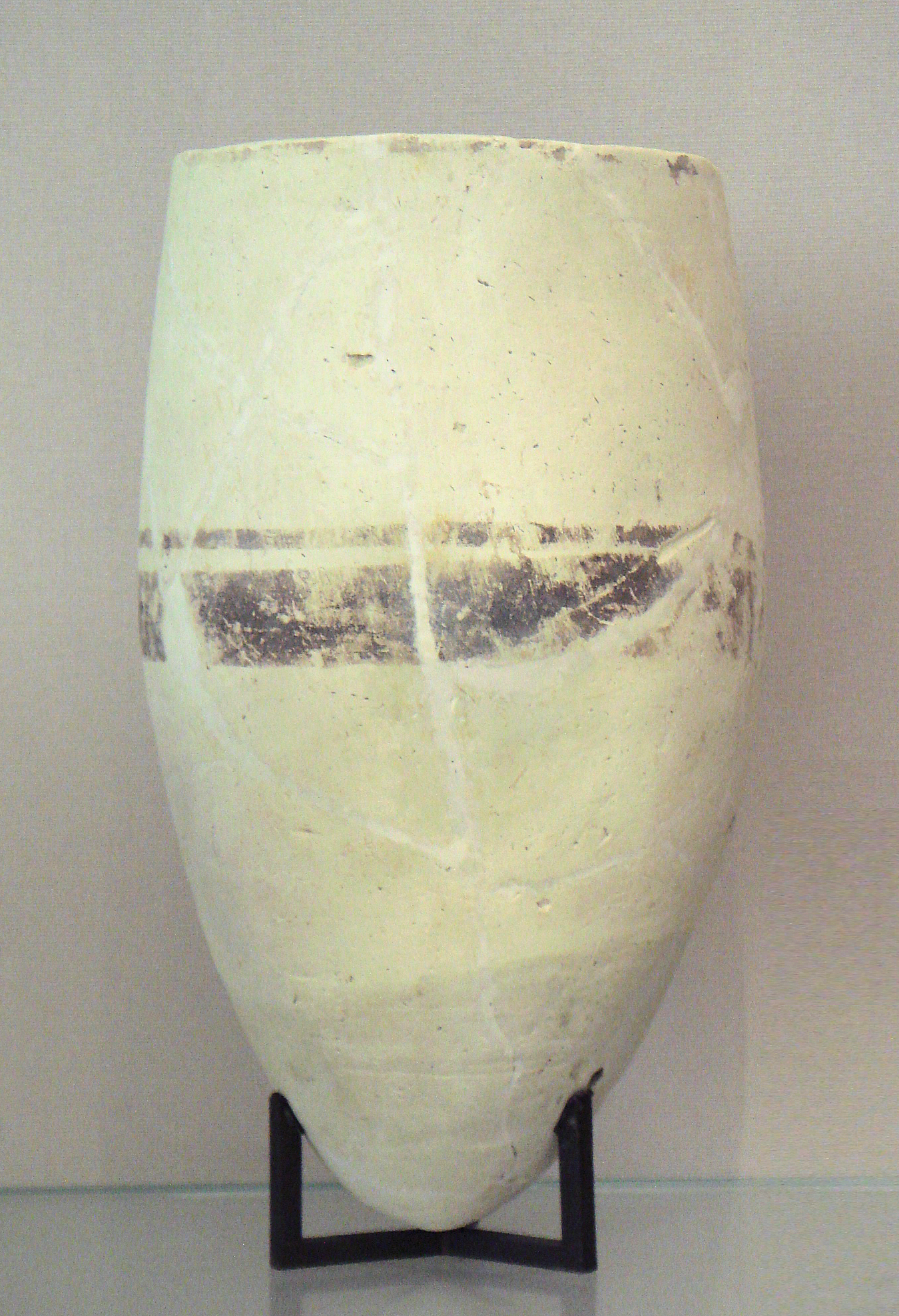
Xícara de cerâmica no período de al-Ubaide, 4700–4 200 a.C., Teló, antiga Guirsu. Atualmente está exposto no Museu do Louvre.
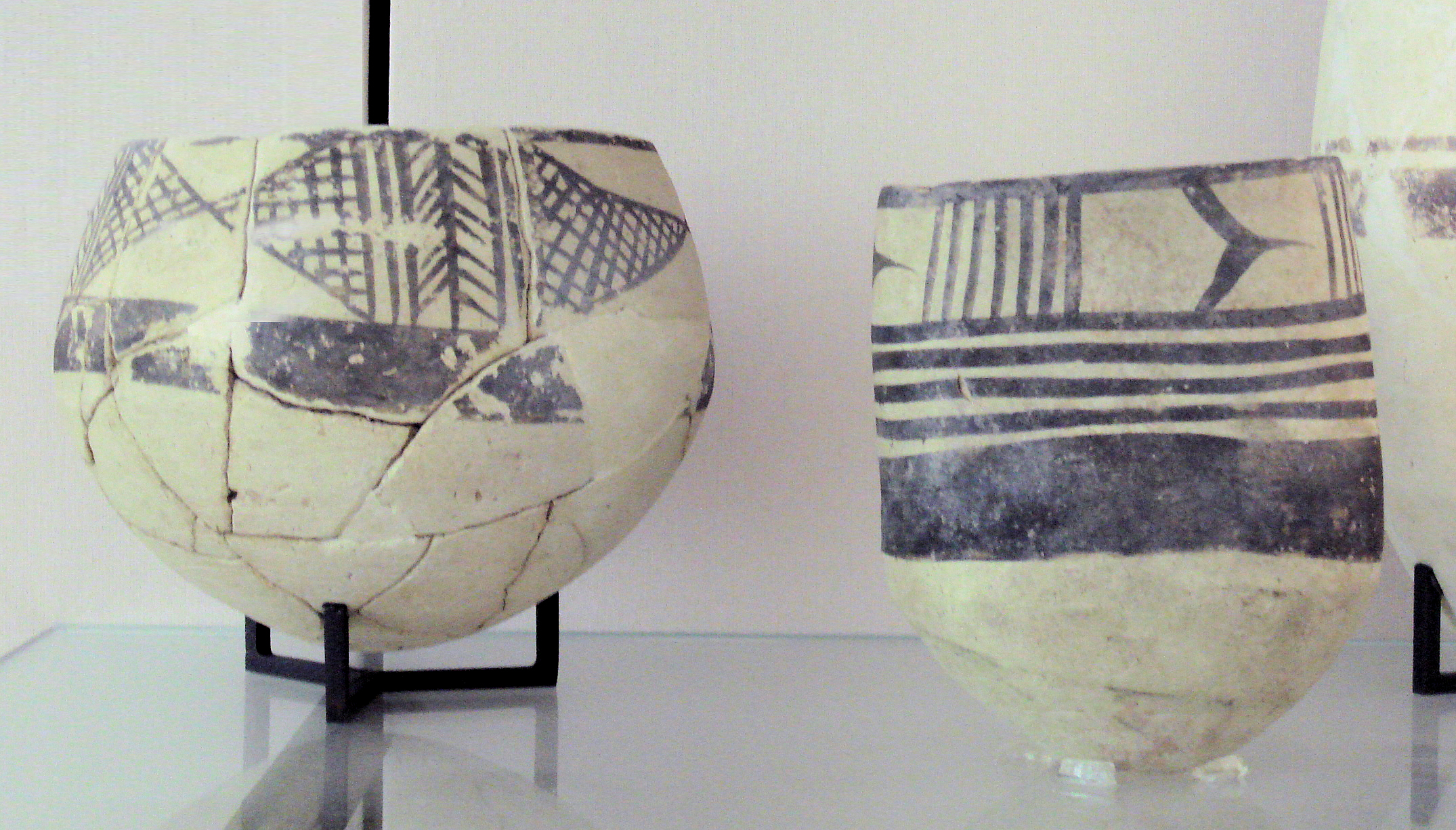
Jarros de cerâmica durante o período de al-Ubaide, 4700–4 200 a.C., Teló, antiga Guirsu. Atualmente está exposto no Museu do Louvre.
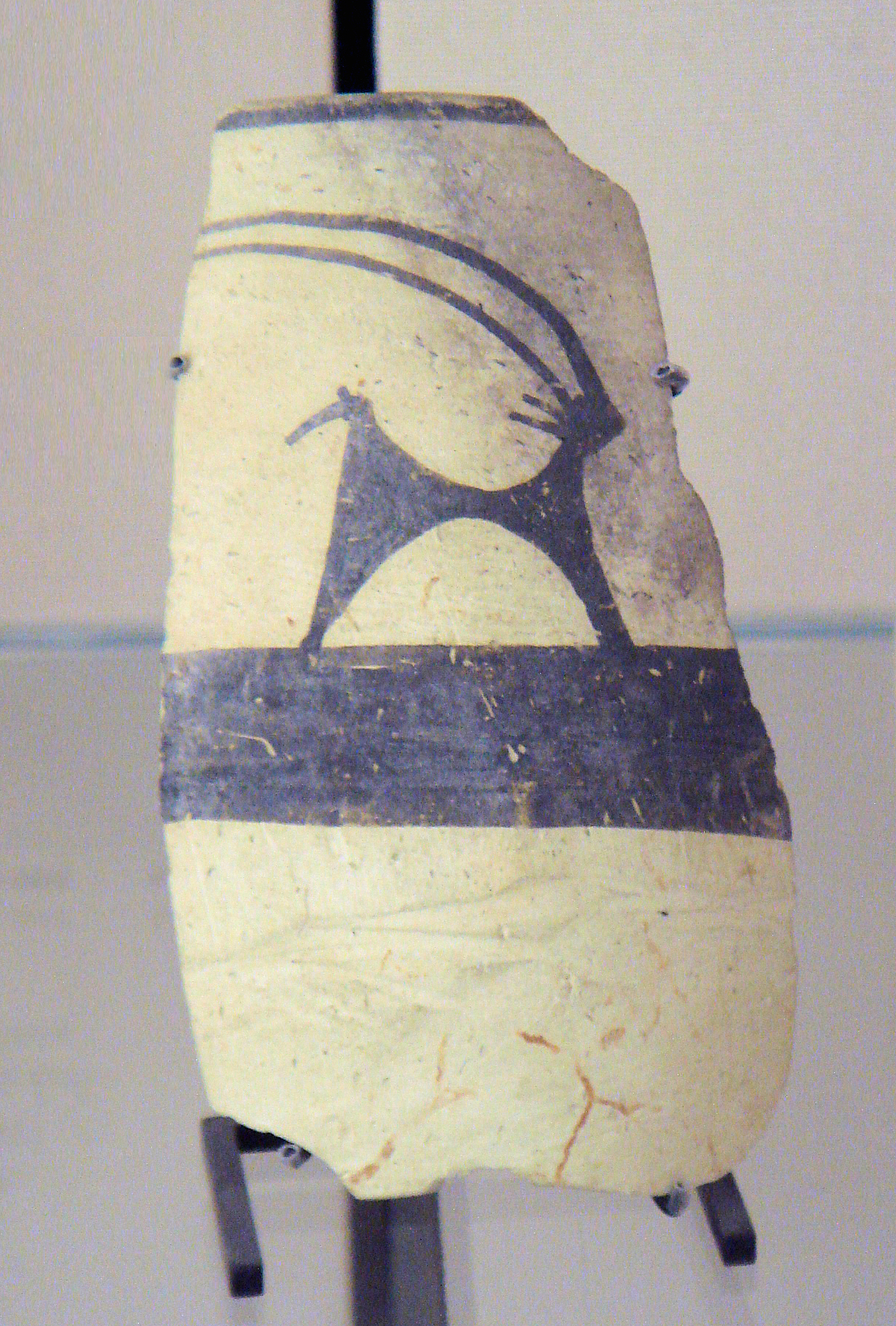
Cerâmica durante o período de al-Ubaide, 4700–4 200 a.C., Teló, antiga Guirsu. Atualmente está exposto no Museu do Louvre.
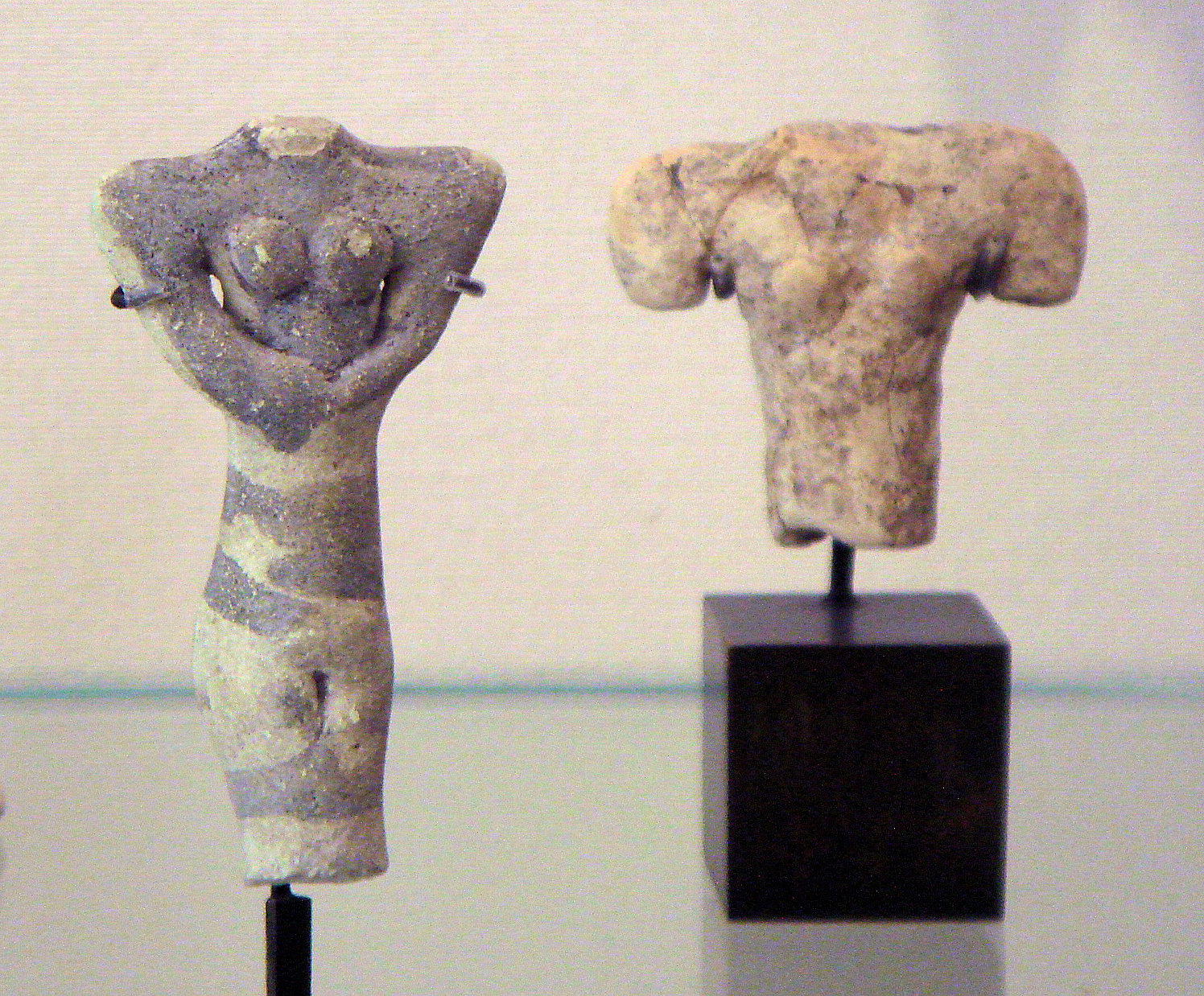
Estatuetas femininas durante o período de al-Ubaide, 4700–4 200 a.C., Teló, antiga Guirsu. Atualmente está exposto no Museu do Louvre.

### Artefatos do período de Uruque(4000–3100a.C.)

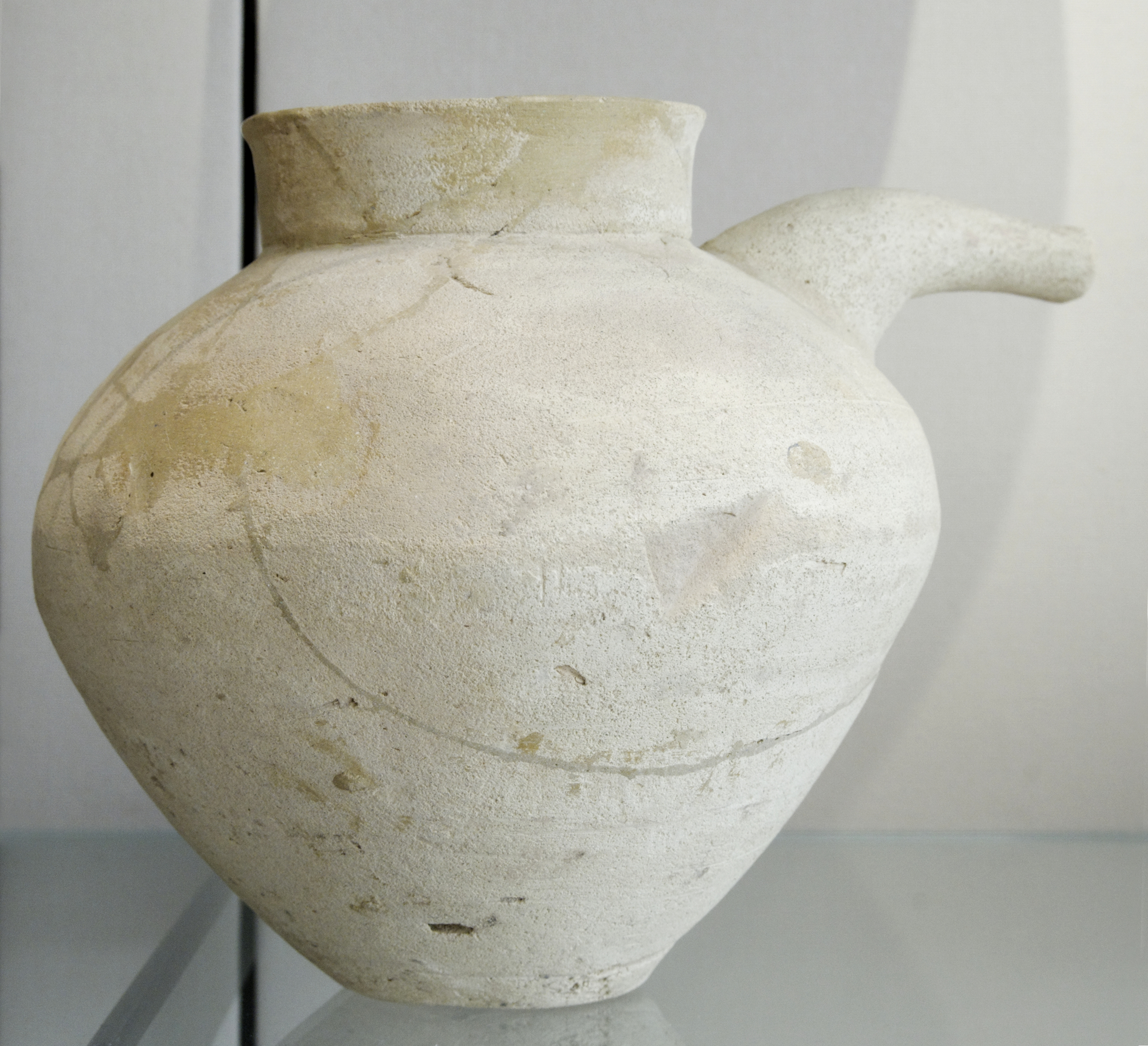
Vaso feito de terracota durante o período de Uruque,  c. 3500–2 900 a.C.. De Teló, antiga cidade de Guirsu, atualmente no Museu do Louvre.
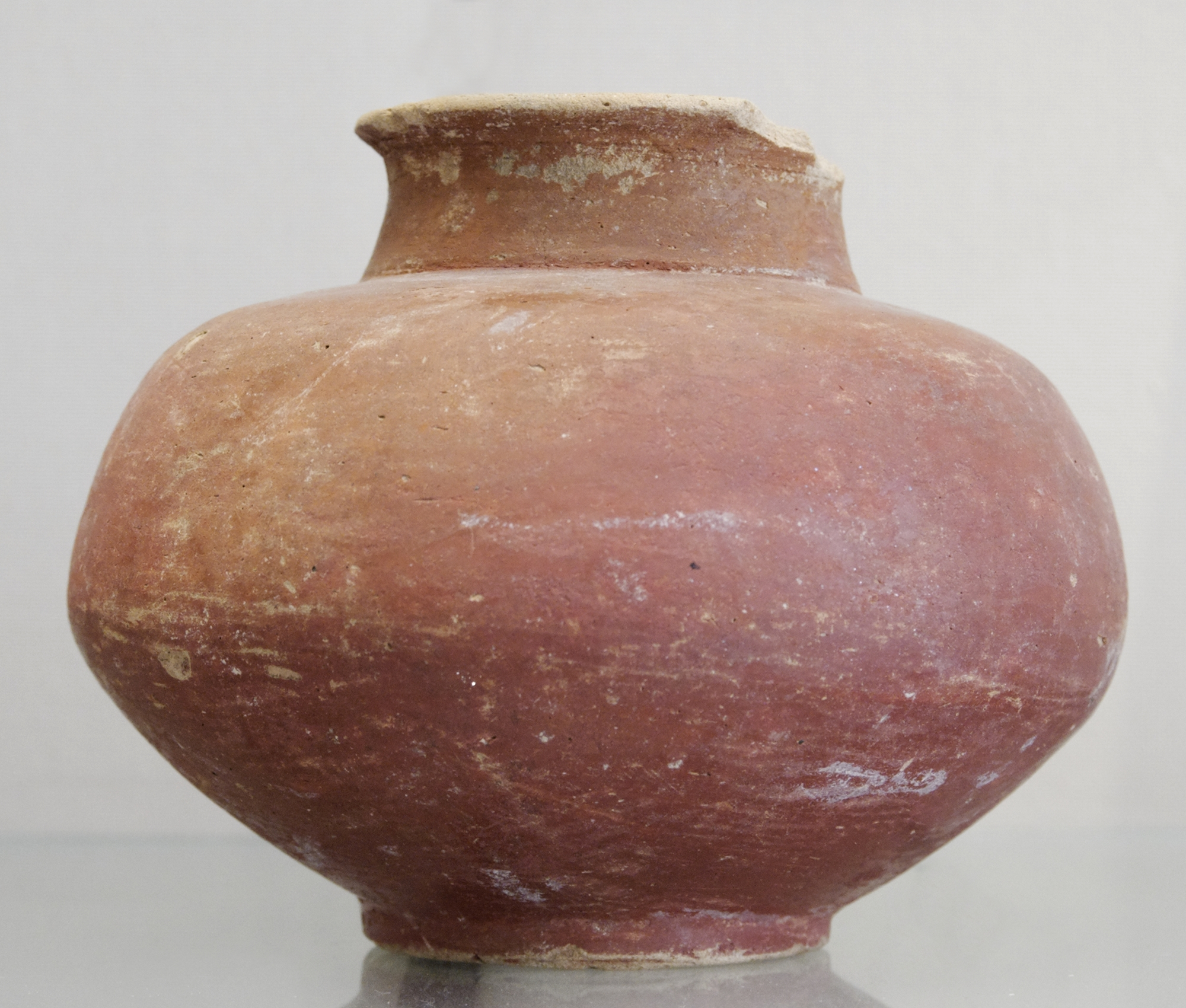
Vaso feito de terracota vermelha. De Teló, antiga cidade de Guirsu, atualmente no Museu do Louvre.
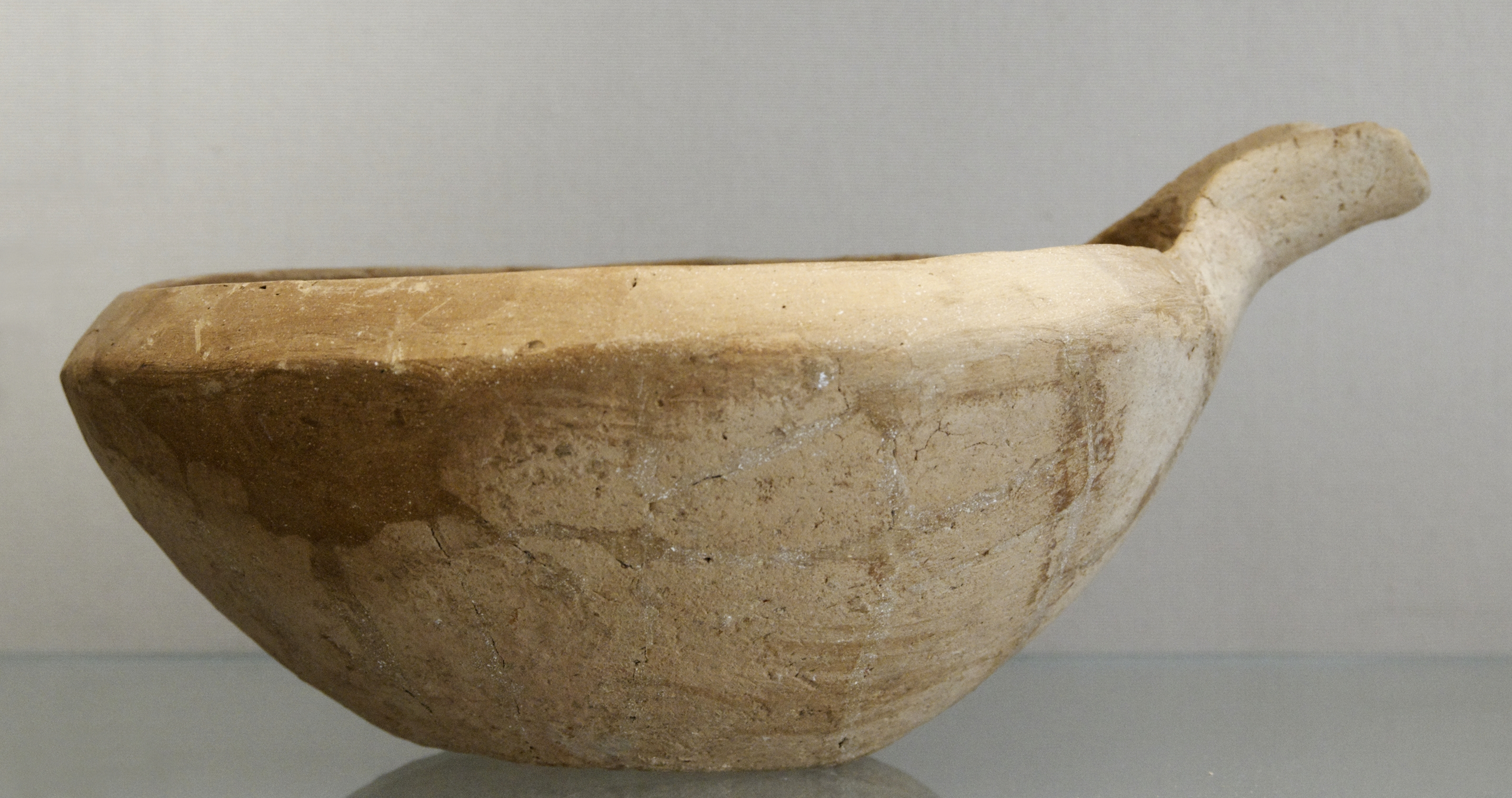
Vaso feito de terracota. De Teló, antiga cidade de Guirsu, atualmente no Museu do Louvre.
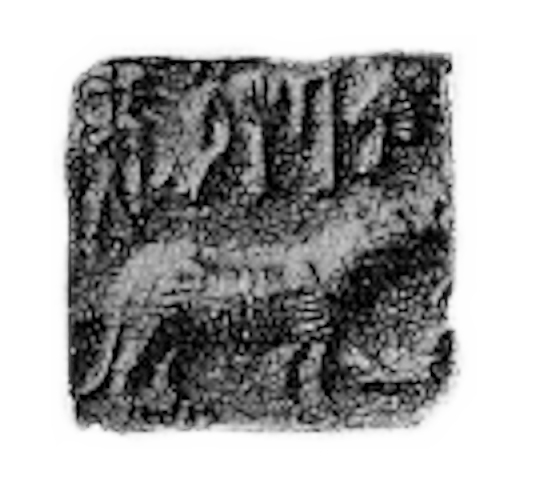
Impressão do selo indo descoberto em Teló, resultado das relações indo-mesopotâmicas.

### Artefatos dinásticos em Guirsu (segundo milênio a.C.)

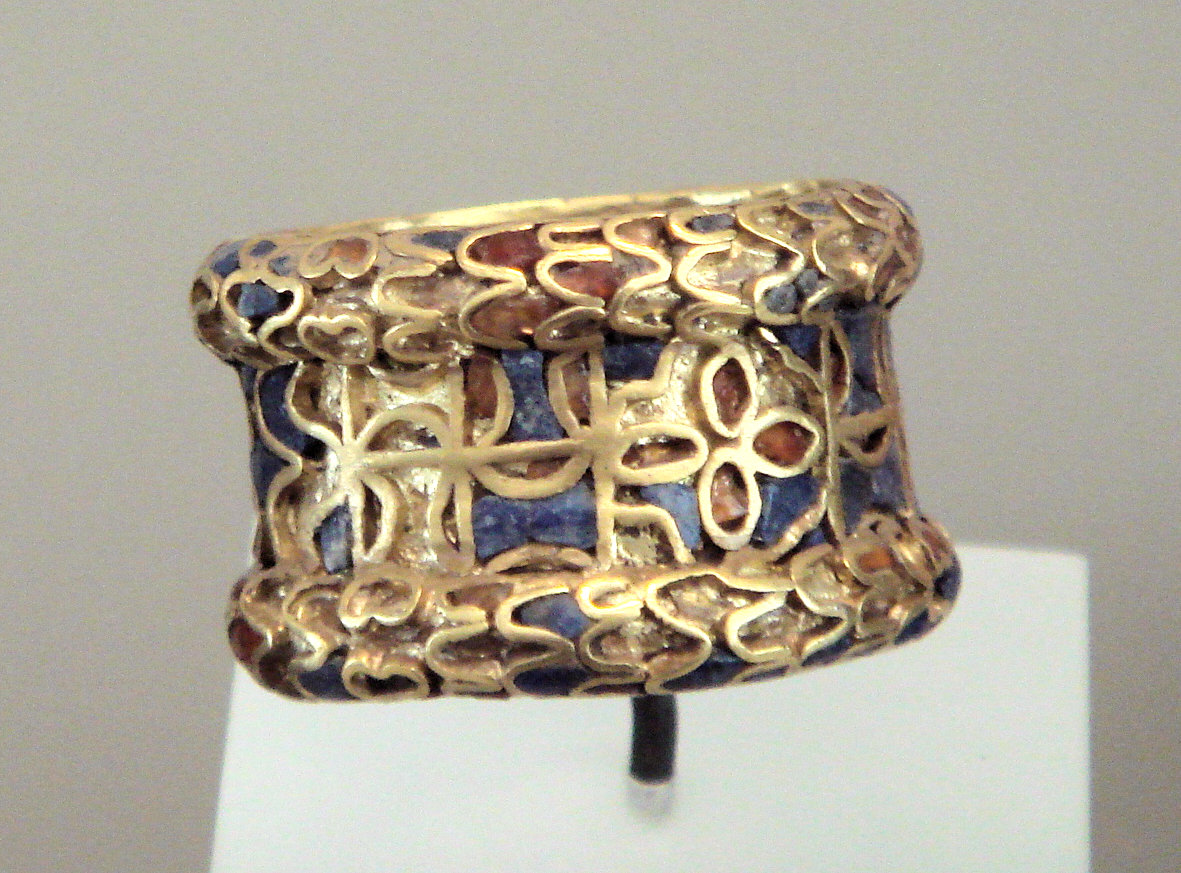
Anel de our feito de cornalina e lápis-lazúli. De Teló, a antiga Guirsu, meados do terceiro milênio a.C., atualmente no Museu do Louvre.
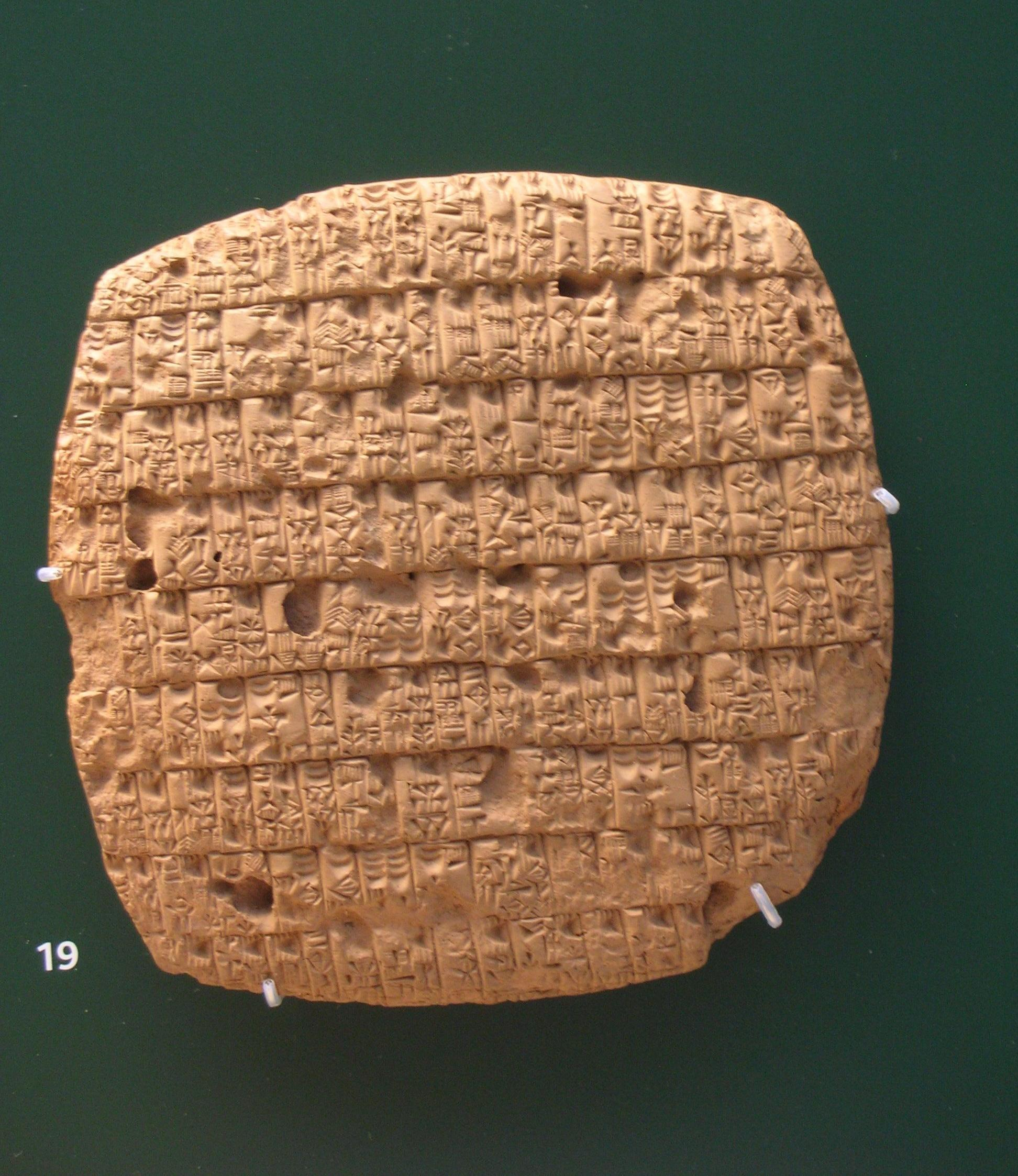
Um relato de rações de cevada emitidas mensalmente para adultos e crianças escritas em cuneiforme em tábua de argila, escrita no 4º ano do rei Urucaguina (c. 2 350 a.C.). De Guirsu, Iraque, atualmente no Museu Britânico, Londres.
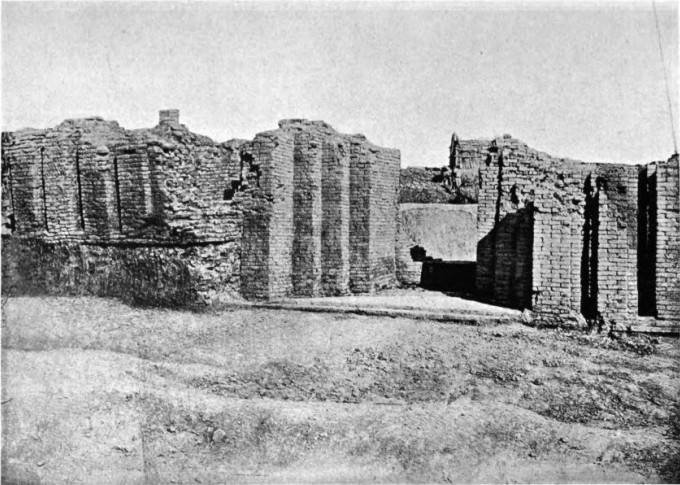
Porta de Teló erguida por Gudea (c. 2 100 a.C.)